# Moechotypa suffusa
Moechotypa suffusa là một loài bọ cánh cứng trong họ Cerambycidae.